# 大阪市立喜連北小学校
大阪市立喜連北小学校（おおさかしりつ きれきたしょうがっこう）は、大阪府大阪市平野区にある公立小学校。創立記念日は6月1日。
地域の児童数の増加に伴い、1976年に大阪市立喜連小学校から分離開校した。校地の緑化に力を入れ、「全国花いっぱいコンクール」（社団法人日本花いっぱい協会主催）では、大阪府最優秀賞や厚生大臣賞などの賞を複数回受賞している。

## 沿革
- 1976年4月1日 - 大阪市立喜連小学校から分離開校。
- 1976年6月23日 - 校歌制定
- 1976年7月9日 - プール竣工
- 1976年10月15日 - 校旗制定
- 1977年3月10日　講堂兼体育館竣工
- 1993年 - 大阪市立喜連小学校との間で通学区域を一部変更。

## 通学区域
- 大阪市平野区
  - 喜連1・3・5丁目
  - 喜連4丁目（一部）
  - 喜連6丁目（一部）
  - 喜連西5丁目

卒業生は大阪市立喜連中学校に進学する。

## 交通・アクセス方法
- Osaka Metro（谷町線）平野駅より南東へ約800m
- Osaka Metro（谷町線）喜連瓜破駅より北西へ約800m

## 著名な出身者
- 小池杏菜（バレーボール選手：日立Astemoリヴァーレ）

・北園丈琉 2020東京オリンピック 体操男子団体銀メダル
・立石大輝 第4回ジュニアチャンピオンズリーグ 30㌔級　優勝　最優秀賞